# Tangta
Tangta (kinesiska: 唐塔街道, 唐塔) är en socken i Kina. Den ligger i provinsen Shandong, i den östra delen av landet, omkring 150 kilometer sydväst om provinshuvudstaden Jinan. Antalet invånare är 53 145. Befolkningen består av 25 379 kvinnor och 27 766 män. Barn under 15 år utgör 18,0 %, vuxna 15-64 år 72 %, och äldre över 65 år 8,0 %.
Genomsnittlig årsnederbörd är 670 millimeter. Den regnigaste månaden är juli, med i genomsnitt 208 mm nederbörd, och den torraste är januari, med 4 mm nederbörd.